# يوليان فايغل
يوليان فايغل  (بالألمانية: Julian Weigl)‏(ولد في 8 أيلول / سبتمبر 1995) الألماني لاعب كرة القدم الذي يلعب في مركز لاعب خط الوسط عن بينفيكا .

## مسيرته على مستوى الأندية

### ميونخ 1860
فايغل واحد من إنتاج نادي ميونخ 1860. أول مباراة لعبها اللاعب في الدوري الأماني الدرجة الثانية كانت في الرابع عشر من فبراير 2016 أمام نادي انغولشتادت. حيث نزل بديلاً للاعب يانيك شتارك بعد الدقيقة 66 والتي انتهت بالخسارة بنتيجة صفر لهدفين. وقد تمكن من لعب 14 مباراة في الدوري في أول موسم له مع فريق ميونخ 1860 الأول. في المباراة الأولى من الموسم 2014-15 ضد كايزرسلاوترن كان فايغل يبلغ فقط 18 سنة من العمر عندما تحصل على حمل شارة قيادة النادي. لذلك يعتبر أصغر كابتن في تاريخ النادي. بعد المباراة الثانية من الموسم تمَّ تغريم فايغل وتخفيضه إلى تشكيلة الفريق الثاني رفقة زملائه فيتوس إيشر، دانيال أدلونغ ويانيك شتارك. كان اللاعبون الأربعة يشربون في وقت متأخر من الليل ويتحدثون سلبياً عن النادي.

### بوروسيا دورتموند
بعد موسم 2014-15 انتقل فايغل إلى بوروسيا دورتموند، حيث وقع عقدا حتى عام 2019. لعب فايغل أول مباراة رسمية له مع دورتموند في يوم السبت 15 أغسطس 2015 بفوز كبيرعلى ملعبه ضد بوروسيا مونشنغلادباخ بنتيجو 4-0.

## مسيرته الدولية
فايغل مثل منتخب ألمانيا للشباب خلال تصفيات أمم أوروبا 2014 تحت 19 سنة التي فازت بها ألمانيا. منذ آب / أغسطس 2014 وهو يلعب لمنتخب ألمانيا تحت 20 سنة. أول هدف دولي سجله اللاعب للمنتخب الألماني تحت 20 سنة كان في 13 أكتوبر 2014  كان هدف التعادل 1-1 ضد متخب هولندا تحت 20 سنة. فايغل شارك لأول مرة مع منتخب ألمانيا تحت 21 سنة في 3 أيلول / سبتمبر 2015 في مباراة ودية ضد الدنمارك. تم استدعاء فايغل ضمن قائمة المنتخب الألماني الأول المسماة بعدد 27 لاعباَ يوم 17 مايو/ 2016 تحضيرا لبطولة أمم أوروبا 2016 التي ستقام في فرنسا يوم 10 يوليو/ 2016.

## روابط خارجية
- يوليان فايغل على موقع الاتحاد الأوربي (الإنجليزية)
- يوليان فايغل على موقع إي إس بي إن إف سي (الإنجليزية)
- يوليان فايغل على موقع قاعدة بيانات كرة القدم.إي يو (الإنجليزية)
- يوليان فايغل على موقع بيانات كرة القدم. دي إي (الألمانية)
- يوليان فايغل على موقع ليكيب (الفرنسية)
- يوليان فايغل على موقع ناشيونال فوتبول تيمز (الإنجليزية)
- يوليان فايغل على موقع Soccerbase.com (لاعب) (الإنجليزية)
- يوليان فايغل على موقع Soccerway.com (الإنجليزية)
- يوليان فايغل على موقع عالم كرة القدم.نت (الإنجليزية)
- يوليان فايغل على موقع AS.com (الإسبانية)